# Flash and the Pan
Flash and the Pan war eine australische Band, die im Kern auf The Easybeats zurückging. Sie wurde in der zweiten Hälfte der 1970er Jahre gegründet.

## Bandgeschichte
Die beiden hauptsächlichen Songschreiber der Easybeats, George Young und Harry Vanda, blieben nach dem Ende der Band 1969 zusammen, um weiter als Team zu arbeiten. Sie wurden eines der bedeutendsten Rock- und Pop-Produzententeams Australiens, das u. a. für John Paul Young und vor allem die Rockband AC/DC tätig war. 
John Paul Youngs Produzent George Young war der ältere Bruder der AC/DC-Mitglieder Angus und Malcolm Young. Die daraus resultierende häufig zu lesende Behauptung, John Paul Young sei ebenfalls ein Bruder der beiden Letzteren, beruht auf einer Verwechslung und ist falsch.
Neben ihrer hauptsächlichen Arbeit als Produzenten und Songschreiber für andere fanden Vanda und Young hin und wieder Zeit, ihre eigene Musik zu produzieren. 1976 veröffentlichten sie unter dem Namen Flash and the Pan ihre erste Single Hey St. Peter. Damit kamen sie auf Anhieb auf Platz 5 in den australischen Charts. Im Jahr darauf waren sie damit auch in Teilen Europas erfolgreich. Die B-Seite Walking in the Rain war 1981 ein kleinerer Hit für Grace Jones. Der Bandname ist eine ironische Anspielung auf die englische Redewendung a flash in the pan für Rohrkrepierer oder Strohfeuer, die herrührt von einem Aufblitzen des Schießpulvers in der Waffenpfanne, ohne einen Schuss auszulösen.
Aufgrund des Erfolgs stellten sie ein ganzes Album zusammen, das 1978 mit dem Bandnamen als Titel erschien. Die erste Auskopplung Down Among the Dead Men war ähnlich erfolgreich wie die erste Single und außer in Australien auch ein Hit in den britischen Charts. Charakteristisch für die Songs war der Sprechgesang von George Young, der zusätzlich noch so verfremdet wurde, als ob er aus einem altmodischen Radiogerät käme. Für die richtigen Gesangsparts holten sie aber auch immer wieder den Easybeats-Sänger Stevie Wright ins Studio. Mit dem Album gingen sie auch in die USA und neben dem Album konnte sich 1979 dort auch Hey St. Peter in den offiziellen Charts platzieren. Es blieb aber ein Studioprojekt und ohne Auftritte konnten sie sich keine breite Fanbasis schaffen. Das zweite Album Lights in the Night, das bereits 1980 folgte, brachte zwar einige kleinere, aber wenig nachhaltige Erfolge. Dafür war die Band im Radio und dank besonders inszenierter Videos in der Hochzeit des Musikfernsehens auch bei MTV und anderen Sendern populär.
Es folgte eine ruhigere Phase, erst 1983 folgte mit der Single-Auskopplung Waiting for a Train vom dritten Album Headlines (1982) ein weiterer Hit, der vor allem in Großbritannien erfolgreich war und es in die Top 10 schaffte. Weitere zwei Jahre dauerte es bis zu Album Nummer vier mit dem Titel Early Morning Wake Up Call. Die Vorabsingle Midnight Man war vor allem auf dem europäischen Kontinent erfolgreich und in Deutschland mit Platz 7 ihr größter Erfolg. In der Schweiz waren sowohl Single als auch Album erfolgreich. In den USA war das Lied ein kleinerer Dance-Hit. Zwar war auch noch der Titelsong in den deutschen Charts, aber die Band hatte weiterhin nur vereinzelte Erfolge. 1987 hatten sie mit Ayla einen weiteren Hit, das zugehörige Album Nights in France blieb aber weitgehend erfolglos. Dafür kamen sie 1993 mit dem Album Burning Up the Night noch einmal in die deutschen Charts, hatten aber keine Singlehits mehr. Daraufhin wurde das Projekt nicht mehr fortgeführt. Die letzte neue Veröffentlichung war 1996 ein Remix von Waiting for a Train.
Young und Vanda produzierten noch bis in die 2000er und arbeiteten unter anderem an Stiff Upper Lip von AC/DC, dann gründete Vanda mit seinem Sohn Daniel das eigene Studio Flashpoint Music. George Young starb im Oktober 2017 im Alter von 70 Jahren.

## Diskografie

### Studioalben
| Jahr | Titel Musiklabel Katalog-Nr.              | Höchstplatzierung, Gesamtwochen, AuszeichnungChartplatzierungen (Jahr, Titel, Musiklabel Katalog-Nr., Platzierungen, Wochen, Auszeichnungen, Anmerkungen) | Höchstplatzierung, Gesamtwochen, AuszeichnungChartplatzierungen (Jahr, Titel, Musiklabel Katalog-Nr., Platzierungen, Wochen, Auszeichnungen, Anmerkungen) | Höchstplatzierung, Gesamtwochen, AuszeichnungChartplatzierungen (Jahr, Titel, Musiklabel Katalog-Nr., Platzierungen, Wochen, Auszeichnungen, Anmerkungen) | Höchstplatzierung, Gesamtwochen, AuszeichnungChartplatzierungen (Jahr, Titel, Musiklabel Katalog-Nr., Platzierungen, Wochen, Auszeichnungen, Anmerkungen) | Höchstplatzierung, Gesamtwochen, AuszeichnungChartplatzierungen (Jahr, Titel, Musiklabel Katalog-Nr., Platzierungen, Wochen, Auszeichnungen, Anmerkungen) | Höchstplatzierung, Gesamtwochen, AuszeichnungChartplatzierungen (Jahr, Titel, Musiklabel Katalog-Nr., Platzierungen, Wochen, Auszeichnungen, Anmerkungen) | Anmerkungen                                                   |
| Jahr | Titel Musiklabel Katalog-Nr.              | DE | CH | SE | UK | US | AU | Anmerkungen                                                   |
| ---- | ----------------------------------------- | --- | --- | --- | --- | --- | --- | ------------------------------------------------------------- |
| 1978 | Flash and the Pan Albert 035              | — | — | SE14 (9 Wo.)SE | — | US80 (16 Wo.)US | AU aAU | Erstveröffentlichung: 1978 Produzenten: Vanda & Young         |
| 1980 | Lights in the Night Albert 045            | — | — | SE1 (11 Wo.)SE | — | US159 (6 Wo.)US | AU aAU | Erstveröffentlichung: 1980 Produzenten: Vanda & Young         |
| 1982 | Headlines Albert 054                      | — | — | SE13 (6 Wo.)SE | — | — | AU aAU | Erstveröffentlichung: August 1982 Produzenten: Vanda & Young  |
| 1985 | Early Morning Wake Up Call Albert 465 231 | — | CH18 (6 Wo.)CH | SE3 (7 Wo.)SE | — | — | AU aAU | Erstveröffentlichung: März 1985 Produzenten: Vanda & Young    |
| 1993 | Burning Up the Night Albert 472 051       | DE92 (3 Wo.)DE | — | — | — | — | — | Erstveröffentlichung: Februar 1993 Produzenten: Vanda & Young |

grau schraffiert: keine Chartdaten aus diesem Jahr verfügbar
Weitere Studioalben
- 1987: Nights in France (Albert 431 071)

### Kompilationen
| Jahr | Titel Musiklabel Katalog-Nr. | Höchstplatzierung, Gesamtwochen, AuszeichnungChartplatzierungen (Jahr, Titel, Musiklabel Katalog-Nr., Platzierungen, Wochen, Auszeichnungen, Anmerkungen) | Höchstplatzierung, Gesamtwochen, AuszeichnungChartplatzierungen (Jahr, Titel, Musiklabel Katalog-Nr., Platzierungen, Wochen, Auszeichnungen, Anmerkungen) | Höchstplatzierung, Gesamtwochen, AuszeichnungChartplatzierungen (Jahr, Titel, Musiklabel Katalog-Nr., Platzierungen, Wochen, Auszeichnungen, Anmerkungen) | Höchstplatzierung, Gesamtwochen, AuszeichnungChartplatzierungen (Jahr, Titel, Musiklabel Katalog-Nr., Platzierungen, Wochen, Auszeichnungen, Anmerkungen) | Höchstplatzierung, Gesamtwochen, AuszeichnungChartplatzierungen (Jahr, Titel, Musiklabel Katalog-Nr., Platzierungen, Wochen, Auszeichnungen, Anmerkungen) | Anmerkungen                                                |
| Jahr | Titel Musiklabel Katalog-Nr. | DE | CH | UK | US | AU | Anmerkungen                                                |
| ---- | ---------------------------- | --- | --- | --- | --- | --- | ---------------------------------------------------------- |
| 1983 | Pan-Orama Ensign 655 171     | — | — | UK69 (2 Wo.)UK | — | — | Erstveröffentlichung: Juni 1983 Produzenten: Vanda & Young |

Weitere Kompilationen
- 1988: Flash Hits (Cha Cha 001)
- 1990: Collection (Albert 466 950)
- 1998: Midnight Mann (Sony Music 67548)
- 2005: Ayla: The Best of Flash and the Pan (Repertoire 5034)
- 2012: The 12Inch Mixes (2 CDs; Repertoire 5265)

### Singles
| Jahr | Titel Album                                                                  | Höchstplatzierung, Gesamtwochen, AuszeichnungChartplatzierungen (Jahr, Titel, Album, Platzierungen, Wochen, Auszeichnungen, Anmerkungen) | Höchstplatzierung, Gesamtwochen, AuszeichnungChartplatzierungen (Jahr, Titel, Album, Platzierungen, Wochen, Auszeichnungen, Anmerkungen) | Höchstplatzierung, Gesamtwochen, AuszeichnungChartplatzierungen (Jahr, Titel, Album, Platzierungen, Wochen, Auszeichnungen, Anmerkungen) | Höchstplatzierung, Gesamtwochen, AuszeichnungChartplatzierungen (Jahr, Titel, Album, Platzierungen, Wochen, Auszeichnungen, Anmerkungen) | Höchstplatzierung, Gesamtwochen, AuszeichnungChartplatzierungen (Jahr, Titel, Album, Platzierungen, Wochen, Auszeichnungen, Anmerkungen) | Höchstplatzierung, Gesamtwochen, AuszeichnungChartplatzierungen (Jahr, Titel, Album, Platzierungen, Wochen, Auszeichnungen, Anmerkungen) | Anmerkungen                                                                    |
| Jahr | Titel Album                                                                  | DE | CH | UK | US | Dance | AU | Anmerkungen                                                                    |
| ---- | ---------------------------------------------------------------------------- | --- | --- | --- | --- | --- | --- | ------------------------------------------------------------------------------ |
| 1976 | Hey, St. Peter Flash and the Pan                                             | — | — | — | US76 (4 Wo.)US | — | AU5 (34 Wo.)AU | Erstveröffentlichung: Oktober 1976 US-Charteintritt erst im Juli 1979          |
| 1978 | Down Among the Dead Men / And the Band Played On (UK 1978) Flash and the Pan | — | — | UK54 (7 Wo.)UK | — | — | AU4 (19 Wo.)AU | Erstveröffentlichung: Juli 1978 inkl. Re-entry in UK: 1983 Platz 77 (3 Wochen) |
| 1979 | The African Shuffle Flash and the Pan                                        | — | — | — | — | — | AU85 (4 Wo.)AU | Erstveröffentlichung: Dezember 1978                                            |
| 1980 | Media Man Lights in the Night                                                | — | — | — | — | Dance82 (3 Wo.)Dance | — | Erstveröffentlichung: Juli 1980                                                |
| 1982 | Waiting for a Train Headlines                                                | — | — | UK7 (12 Wo.)UK | — | — | AU98 (1 Wo.)AU | Erstveröffentlichung: Dezember 1982                                            |
| 1983 | Waiting for a Train (French Take) –                                          | — | — | — | — | — | AU66 (10 Wo.)AU | Erstveröffentlichung: Juni 1983                                                |
| 1984 | Midnight Man Early Morning Wake Up Call                                      | DE7 (18 Wo.)DE | CH16 (8 Wo.)CH | — | — | Dance19 (9 Wo.)Dance | AU66 (7 Wo.)AU | Erstveröffentlichung: Oktober 1984                                             |
| 1985 | Early Morning Wake Up Call                                                   | DE26 (11 Wo.)DE | — | — | — | — | — | Erstveröffentlichung: Juli 1985                                                |
| 1987 | Ayla Nights in France                                                        | DE26 (15 Wo.)DE | — | — | — | — | — | Erstveröffentlichung: September 1987                                           |

Weitere Singles
- 1979: California
- 1980: Welcome to the Universe
- 1980: Media Man
- 1981: Captain Beware
- 1982: Where Were You
- 1982: Love Is a Gun
- 1985: Communication Breakdown
- 1988: Money Don’t Lie
- 1988: Yesterday’s Gone
- 1989: Waiting for a Train ’89
- 1990: Something About You
- 1992: Living on Dreams
- 1992: Burning Up the Night
- 1996: Walking in the Rain ’96
- 1996: Waiting for a Train ’96

## Auszeichnungen für Musikverkäufe
| Platin-Schallplatte - Kanada - 1979: für das Album Flash and the Pan |

| Land/RegionAuszeichnungen für Musikverkäufe (Land/Region, Auszeichnungen, Verkäufe, Quellen) | Gold | Platin  | Verkäufe | Quellen         |
| -------------------------------------------------------------------------------------------- | ---- | ------- | -------- | --------------- |
| Kanada (MC)                                                                                  | —    | Platin1 | 100.000  | musiccanada.com |
| Insgesamt                                                                                    | —    | Platin1 |          |                 |